# Лісконогівська сільська рада
Лісконо́гівська сільська́ ра́да — адміністративно-територіальна одиниця та орган місцевого самоврядування в Новгород-Сіверському районі Чернігівської області. Адміністративний центр — село Лісконоги.

## Загальні відомості
Лісконогівська сільська рада утворена у 1956 році.
- Територія ради: 59,9 км²
- Населення ради: 825 осіб (станом на 2001 рік)

## Населені пункти
Сільській раді підпорядковані населені пункти:
- с. Лісконоги
- с. Рогівка

## Склад ради
Рада складалася з 12 депутатів та голови.
- Голова ради: Балабко Олександр Васильович
- Секретар ради: Мишко Людмила Миколаївна

### Керівний склад попередніх скликань
| Прізвище, ім'я, по батькові  | Основні відомості                                                         | Дата обрання | Дата звільнення |
| ---------------------------- | ------------------------------------------------------------------------- | ------------ | --------------- |
| Балабко Олександр Васильович | Сільський голова, 1955 року народження, освіта вища, безпартійний         | 26.03.2006   | 31.10.2010      |
| Балабко Олександр Васильович | Сільський голова, 1955 року народження, освіта вища, член Партії регіонів | 31.10.2010   |                 |

Примітка: таблиця складена за даними сайту Верховної Ради України

### Депутати
За результатами місцевих виборів 2010 року депутатами ради стали:

#### За суб'єктами висування
| Суб'єкт висування                 | Кількість обраних депутатів | %    |
| --------------------------------- | --------------------------- | ---- |
| Партія регіонів                   | 6                           | 50   |
| Самовисування                     | 4                           | 33,3 |
| Політична партія «Сильна Україна» | 2                           | 16,7 |

#### За округами
| № округу                          | Прізвище, ім'я, по батькові      | Дата визнання обраним | Освіта             | Партійна приналежність                  | Відомості про обраного депутата                        |
| --------------------------------- | -------------------------------- | --------------------- | ------------------ | --------------------------------------- | ------------------------------------------------------ |
| Партія регіонів                   |                                  |                       |                    |                                         |                                                        |
| 2                                 | Міхієнко Андрій Федорович        | 04.11.2010            | середня            | член Партії регіонів                    | ТОВ «Переможець», різноробочий                         |
| 3                                 | Мишко Людмила Миколаївна         | 04.11.2010            | середня спеціальна | член Партії регіонів                    | Лісконогівська сільська рада, секретар                 |
| 4                                 | Буднік Володимир Іваноаич        | 04.11.2010            | середня            | член Партії регіонів                    | Лісконогівський будинок культури, художній керівник    |
| 7                                 | Юдицький Володимир Михайлович    | 04.11.2010            | середня            | член Партії регіонів                    | пенсіонер                                              |
| 8                                 | Рябчук Юрій Адамович             | 04.11.2010            | середня спеціальна | член Партії регіонів                    | тимчасово не працює                                    |
| 10                                | Балабко Анатолій Васильович      | 04.11.2010            | вища               | член Партії регіонів                    | тимчасово не працює                                    |
| Політична партія «Сильна Україна» |                                  |                       |                    |                                         |                                                        |
| 5                                 | Швенько Світлана Григорівна      | 04.11.2010            | середня спеціальна | член Політичної партії «Сильна Україна» | Лісконогівська загальноосвітня школа І-ІІ ст., вчитель |
| 11                                | Павловська Наталія Володимирівна | 04.11.2010            | вища               | член Політичної партії «Сильна Україна» | Лісконогівська загальноосвітня школа І-ІІ ст., вчитель |
| Самовисування                     |                                  |                       |                    |                                         |                                                        |
| 1                                 | Костяний Юрій Якович             | 04.11.2010            | середня            | позапартійний                           | тимчасово не працює                                    |
| 6                                 | Юдицький Андрій Васильович       | 04.11.2010            | середня спеціальна | позапартійний                           | пенсіонер                                              |
| 9                                 | Зюзько Іван Федорович            | 04.11.2010            | середня спеціальна | позапартійний                           | тимчасово не працює                                    |
| 12                                | Селезень Наталія Григорівна      | 04.11.2010            | середня            | позапартійна                            | тимчасово не працює                                    |